# Sogno di Giacobbe (Ribera)
Il Sogno di Giacobbe è un dipinto del pittore spagnolo Jusepe de Ribera realizzato nel 1639 e conservato nel Museo del Prado di Madrid in Spagna.